# Roman Wallner (Fußballspieler, 1982)
Roman Wallner (* 4. Februar 1982 in Graz) ist ein ehemaliger österreichischer Fußballspieler auf der Position des Stürmers.

## Karriere

### Verein
Anfangs spielte er beim Verein SK Sturm Graz in der Amateurmannschaft. Er feierte sein Debüt bei den Profis mit 16 Jahren, als er am 9. Dezember 1998 im Champions-League Spiel gegen Inter Mailand in der 84. Minute für Tomislav Kocijan eingewechselt wurde. Da er in der erfolgreichen Mannschaft keine realen Einsatzchancen für sich sah, wechselte er 1999 zu Rapid Wien, wo er unter anderem zum Krone-„Fußballer des Jahres“ gewählt wurde. Zu dieser Zeit wurde er, neben Roland Linz als das meistversprechende Stürmertalent Österreichs gehandelt. Es kam aber unter anderem auch zu Skandalen, als er zum Beispiel alkoholisiert bei einem Training erschien.
In der Saison 2004/05 war Roman Wallner beim deutschen Bundesliga-Klub Hannover 96 engagiert, absolvierte jedoch nur wenige Spiele und machte hauptsächlich durch Skandale Schlagzeilen. Im Juni 2005 wechselte Wallner leihweise zurück nach Österreich zum VfB Admira Wacker Mödling, der erhoffte Karriereaufschwung blieb jedoch aus. Zur Winterpause lag sein Klub auf dem letzten Tabellenplatz der Liga, und nur ein Freistoßtor ging auf sein Konto. Außerdem gab es Konflikte mit dem Mannschaftskollegen Nenad Bjelica und Trainer Robert Pflug, der ihn sogar zu den Amateuren versetzte.
Am 28. Jänner 2006 wurde bekannt, dass Roman Wallner aus seinem Vertrag bei der Admira wegen ausständigen Gehaltszahlungen ausstieg. Er unterschrieb bis Sommer 2006 bei Austria Wien einen rein leistungsbezogenen Leihvertrag mit Kaufoption. Austria-Trainer Frenkie Schinkels meinte, er selbst sei auch kein leichter Fall gewesen und er wolle Wallner wieder auf den rechten Weg führen.
Zur Saison 2007/08 wechselte Roman Wallner in die schottische Premier League zum FC Falkirk. Dabei handelte es sich um einen Jahresvertrag mit der Option auf ein weiteres Jahr. Nach nur zwei Einsätzen im Herbst wurde er im November 2007 an den schottischen Zweitligisten Hamilton Academical verliehen. Auch dort war er nicht vom Glück verfolgt und somit wechselte er Ende Jänner 2008 nach Griechenland zu Apollon Kalamarias.
Der Österreicher erhielt einen Vertrag bis Juni 2009. Wallner sollte dem abstiegsgefährdeten Klub im Kampf um den Klassenerhalt helfen, durfte aber nach der Umsetzung einer FIFA-Regel im Jahr 2008 für Apollon nicht mehr spielen. Das einzige Spiel, das er für die Griechen bestritten hatte (1-0 gegen Olympiakos Piräus), sollte aufgrund seines Einsatzes neu ausgetragen werden, wurde aber nach einem Rechtsstreit, der sich bis zum Internationalen Sportgerichtshof CAS zog, für den Gegner Olympiakos Piräus mit 3-0 sowie einem Abzug von einem Punkt für Apollon gewertet. Olympiakos wurde hiermit Meister und Apollon stieg ab.

Nach beinahe einem halben Jahr Sperre wechselte Wallner Anfang September 2008 zum griechischen Erstligaverein Skoda Xanthi. Wie schon so oft in den letzten Jahren konnte er sich auch dort nicht durchsetzen und wechselte nach nur einem halben Jahr und keinem Einsatz für Xanthi im Jänner 2009 zurück nach Österreich zum LASK Linz.
Beim LASK fand er wieder zurück zu seiner alten Stärke und führte nach der Herbstsaison 2009/10 die Torschützenliste mit 14 Treffern an. Das Nationalteam unter Trainer Dietmar Constantini ließ nicht lange auf sich warten und berief ihn nach Jahren der Absenz wieder ein. Zur Winterpause verstärkte der aktuelle österreichische Meister FC Red Bull Salzburg sein Interesse an Roman Wallner und gab am 23. Jänner 2010 seinen Wechsel von Linz nach Salzburg bekannt. Mit seinem neuen Verein gewann Wallner in der Saison 2009/10 die österreichische Fußballmeisterschaft.
Mit 30. Jänner 2012 wechselte Wallner von der österreichischen zur deutschen Red-Bull-Filiale, RB Leipzig. Für die Leipziger erzielte er bei seinem Debüt am 19. Februar 2012, dem 8:2-Sieg gegen den SV Wilhelmshaven, drei Tore.
Am 30. August 2012 beendete Wallner sein Engagement bei RB Leipzig und unterschrieb beim FC Wacker Innsbruck. Nachdem er bereits in den Cuppartien gegen den 1. SC Sollenau (2. Runde, drei Tore) sowie Sturm Graz (Achtelfinale, ein Tor) insgesamt vier spielentscheidende Tore erzielt hatte, gelang ihm am 3. November 2012 mit dem Siegestreffer gegen den SC Wiener Neustadt (1:0) im achten Einsatz sein erstes Ligator im Dress der Innsbrucker. Am 17. August 2013 konnte Roman Wallner im Heimspiel gegen die SV Ried (2:3) sein 100. Tor in der Bundesliga erzielen. Mit den Innsbruckern stieg er in der Saison 2013/14 in die Erste Liga ab und wechselte daraufhin zum SV Grödig. Nachdem sich Grödig aus dem Profifußball zurückgezogen hatte, verließ er den Verein im Sommer 2016.
Zur Saison 2017/18 kehrt er nach einem Jahr Vereinslosigkeit zum inzwischen drittklassigen Verein zurück. In dieser Spielzeit war er mit elf Toren aus 21 Meisterschaftsspielen hinter Mamby Koita, der es bei lediglich 14 Einsätzen auf zwölf Treffer brachte, der zweitbeste Torschütze der Grödiger. Hinter dem USK Anif belegte der SV Grödig am Saisonende den zweiten Tabellenplatz und verblieb auch für die Saison 2018/19 in der österreichischen Drittklassigkeit.
Am 26. März 2019 erklärte der SV Grödig, dass Wallner seine Karriere, nach 22 Jahren im Profifußball, mit sofortiger Wirkung beenden wird.

### Nationalmannschaft
Zwischen 2001 und 2010 absolvierte Roman Wallner 29 Spiele für die österreichische Fußballnationalmannschaft und erzielte dabei sieben Tore.

### Trainerkarriere
Nach Beendigung seiner aktiven Laufbahn schloss sich Wallner für die Saison 2019/20 dem Salzburger Traditionsverein SAK 1914 als Co-Trainer von Andreas Fötschl an. Nach dessen Entlassung am 19. Oktober 2019 übernahm Wallner zunächst interimistisch das Traineramt, wurde jedoch für die Saison 2020/21 als Cheftrainer bestätigt. Wallner verfügt über die UEFA-A-Lizenz. Am 1. Juli 2023 übernahm Wallner beim SCR Altach den Job des Co-Trainers unter Chefcoach Joachim Standfest.

## Privates
Roman Wallner war bis 2013 mit der Zwillingsschwester von Mirjam Weichselbraun liiert und hat mit ihr eine gemeinsame Tochter.

## Erfolge

### Im Verein
- 2 × Österreichischer Meister: 2006, 2010
- 2 × Österreichischer Pokalsieger: 2006, 2007

### Als Spieler
- 1 × Österreichs „Fußballer des Jahres“: 2001
- 1 × SK Rapid Wien – Spieler des Jahres: 2002
- 3 × Kronen Zeitung – Team der Saison: 2000/01, 2001/02, 2002/03
- 2 × Kurier – Team der Saison: 2000/01, 2001/02
- 1 × Sportzeitung – Team der Saison: 2001/02
- 1 × Street-Soccer Weltmeister
- 100 Tore in der Tipp3-Bundesliga